# 庫馬尼夫齊
49°35′44″N 27°48′24″E / 49.59556°N 27.80667°E
庫馬尼夫齊（烏克蘭語：Куманівці），是烏克蘭的村落，位於該國西南部文尼察州，由赫梅利尼克區負責管轄，面積2.55平方公里，海拔高度264米，2001年該村落人口730。